# ديفيد إيدي (لاعب كرة الريشة)
ديفيد إيدي (بالإنجليزية: David Eddy) هو لاعب كرة الريشة بريطاني، ولد في عقد 1940.

## روابط خارجية
- دايفيد إيدي على موقع اتحاد ألعاب الكومنولث (مؤرشف) (الإنجليزية)